# 萭章
萭章（?—?），字子夏，西漢長安（今陝西省西安市）人，其以游俠聞名，稱號叫做「城西萭子夏」。在他為門下督時，曾陪同京兆尹至宮廷，宮裡的侍中、貴人爭相向他作揖，表示敬意，京兆尹反被冷落在一旁。由於萭章和權傾一時的中書令石顯頗有交情，其家中因此門庭若市。等到漢成帝即位，石顯失勢，遭罷官遣回原籍，萭章因自己未能救助石顯而拒收其餽贈的昂貴器物。河平年間，性情嚴毅的王尊成為京兆尹，將包括萭章在內的諸多長安豪強捕殺。

## 生平
萭章為长安人，當時長安的游俠之風相當盛行，各街道里巷都有豪俠。萭章家住在長安城西的柳市，故號稱「城西萭子夏」，在他擔任京兆尹的門下督期間，曾相隨京兆尹前往皇宮宮殿，當時侍中、列侯、公卿大夫以及顯貴們爭著要向萭章作揖行禮，沒有人去跟京兆尹說話，萭章為此不知所措，感到非常恐懼，從那次以後，京兆尹便再也不讓他跟著上朝了。
萭章與中书令石顯關係良好，也得到了石顯權力的支持，門前常常車馬交錯。到了汉成帝初年，石顯因掌握大權、獨斷專行被免官，遷回原籍。石顯的家產高達上萬萬錢，當其離開長安時，留下價值數百萬錢的床席器物，想將之送給萭章，萭章卻不接受，有的賓客好奇詢問萭章不肯接受的原因，萭章感慨地說道：「我以一介平民的身分受到石顯的寵信，現在石顯家道破敗，我沒辦法保全、救助他，卻接受其財物。這是石氏的災禍，我姓萭的怎麼能把它當作自己的福氣呢！」豪俠們因此敬服而稱讚萭章。
到了河平年間，王尊擔任京兆尹，捕殺豪強，殺死萭章與製造弓箭的張回，以及酒市商人趙君都、賈子光，這些人都是長安收養刺客報仇殺人的著名豪俠。